# Efrem Bartoletti
Efrem Bartoletti (Costacciaro, 10 gennaio 1889 – Scranton, 20 agosto 1961) è stato un sindacalista e poeta italiano.

## Biografia
Efrem Bartoletti nacque a Costacciaro, in Umbria. All'inizio del XX secolo emigrò con i genitori, prima in Lussemburgo e poi negli Stati Uniti.
Dal 1909 al 1919 visse a Hibbing, Minnesota. Qui lavorò come minatore nel Mesabi Range, un giacimento e centro minerario allora in piena espansione. In quel periodo iniziò a partecipare al movimento operaio locale cercando di mobilitare i suoi compatrioti con numerosi articoli e poesie pubblicati dalla stampa radicale e partecipando come organizzatore allo sciopero del 1916. Fondò e diresse il Club politico italiano di beneficenza a Hibbing, e aderì all’Industrial Workers of the World (IWW), un sindacato industriale rivoluzionario fondato nel 1905.
Tornato in Italia nel 1919, continuò la sua attività politica, prima diventando membro nel Partito socialista italiano e facendosi eleggere come sindaco di Costacciaro nel 1920. Con l'arrivo del fascismo Bartoletti si guadagnò da vivere come rappresentante di alcune compagnie di navigazione per poi tornare definitivamente negli Stati Uniti nel 1930, insieme alla moglie Petronilla e alla figlia, Igea, di sei anni.
Scrisse anche un gran numero di articoli e poesie che pubblicò in varie testate della stampa radicale italoamericana: “Il Proletario”, “L’Operaio Italiano”, e anche “L’Avvenire” e “Il Martello”, due giornali diretti da Carlo Tresca, una delle figure emblematiche del movimento radicale e antifascista italoamericano.

## Opere
Bartoletti ha scritto numerose poesie pubblicate in due raccolte: 
- Nostalgie proletarie. Raccolta di canti poetici e di inni rivoluzionari (1918), pubblicato con la Libreria editrice dei lavoratori industriali del mondo (Italian Iww. P Buoreau) con sede a New York City[4]
- Evocazioni e ricordi (1959) pubblicato a Bergamo con la casa editrice La Nuova Italia Letteraria[5].